# Peter Boyce
Peter Boyce (ur. 14 maja 1946 w Melbourne) – australijski lekkoatleta, skoczek wzwyż.
Podczas igrzysk olimpijskich w Meksyku (1968) zajął 26. miejsce w kwalifikacjach, nie awansując do finału.
W 1964 zdobył złoty medal mistrzostw kraju w kategorii juniorów, oraz brąz w gronie seniorów.

## Rekordy życiowe
- Skok wzwyż – 2,21 (31 marca 1968, Fresno) były rekord Australii[1]